# Nikon D5200
La Nikon D5200 è una fotocamera reflex digitale della Nikon, presentata nel 2012, e sostituisce la precedente Nikon D5100.
La D5200 ha sensore CMOS in formato DX da 24,1 MP. È dotata di un display LCD ad alta risoluzione ruotabile con circa 921000 punti di risoluzione. Ha una sensibilità ISO 100-6400, espandibile fino a ISO 25600 equivalente. È possibile registrare video in Full HD. Con 39 punti AF (di cui 9 a croce) si ha una maggiore precisione.